# Johann Friedrich Klapperich
Johann Friedrich Klapperich (Keulen-Lindenthal, 18 maart 1913 - Bonn, 19 april 1987) was een Duits entomoloog en preparateur.
Hij genoot een opleiding als entomoloog bij de jezuïet Felix Rüschkamp en August Reichensperger, hoogleraar aan de Rheinische Friedrich-Wilhelms-Universiteit  van Bonn. In 1932 kreeg hij de taak om de entomologische afdeling van het Reichsinstitut Alexander Koenig te Bonn uit te bouwen. Hij was tot 1952 aan dit museum verbonden en toonde zich een verwoed verzamelaar die de collectie van het museum gestaag uitbreidde. In 1937 werd hij voor twee jaar naar China gezonden en van die expeditie bracht hij ongeveer 160.000 insecten mee evenals honderden vogels, zoogdieren, reptielen en amfibieën. 
In 1952/53 trok hij op eigen kosten als privé-onderzoeker naar Afghanistan om er de insectenfauna en in het bijzonder de keverfauna te onderzoeken. Daarna werkte hij als expert voor de Voedsel- en Landbouworganisatie van de Verenigde Naties in Jordanië en voor de Duitse Wirtschaftshilfe in Iran. Voor zijn werk in Jordanië werd hij opgenomen in de Orde van de Ster van Jordanië. In 1975 ging hij met pensioen. Hij bleef echter reizen en verzamelen. Hij stierf in 1987, waarna zijn persoonlijke collectie werd gekocht door het Staatliches Museum für Naturkunde in Stuttgart.
Klapperich was geen taxonoom; de insecten die hij verzamelde werden door verschillende Europese specialisten bestudeerd. Meer dan 1.000 nieuw beschreven soorten zijn aan hem te danken; meer dan 100 daarvan kregen als eerbetoon het epitheton klapperich of klapperichi. Klapperich zelf is de wetenschappelijke auteur van de keversoort Tenomerga sybillae.